# Digonoporus macroposthia
Digonoporus macroposthia és una espècie de triclàdide planàrid, l'única del gènere Digonoporus. Es considera species inquirenda i es creu que podria tractar-se de la mateixa espècie que Dendrocoelopsis spinosipenis.